# برس آشپزی

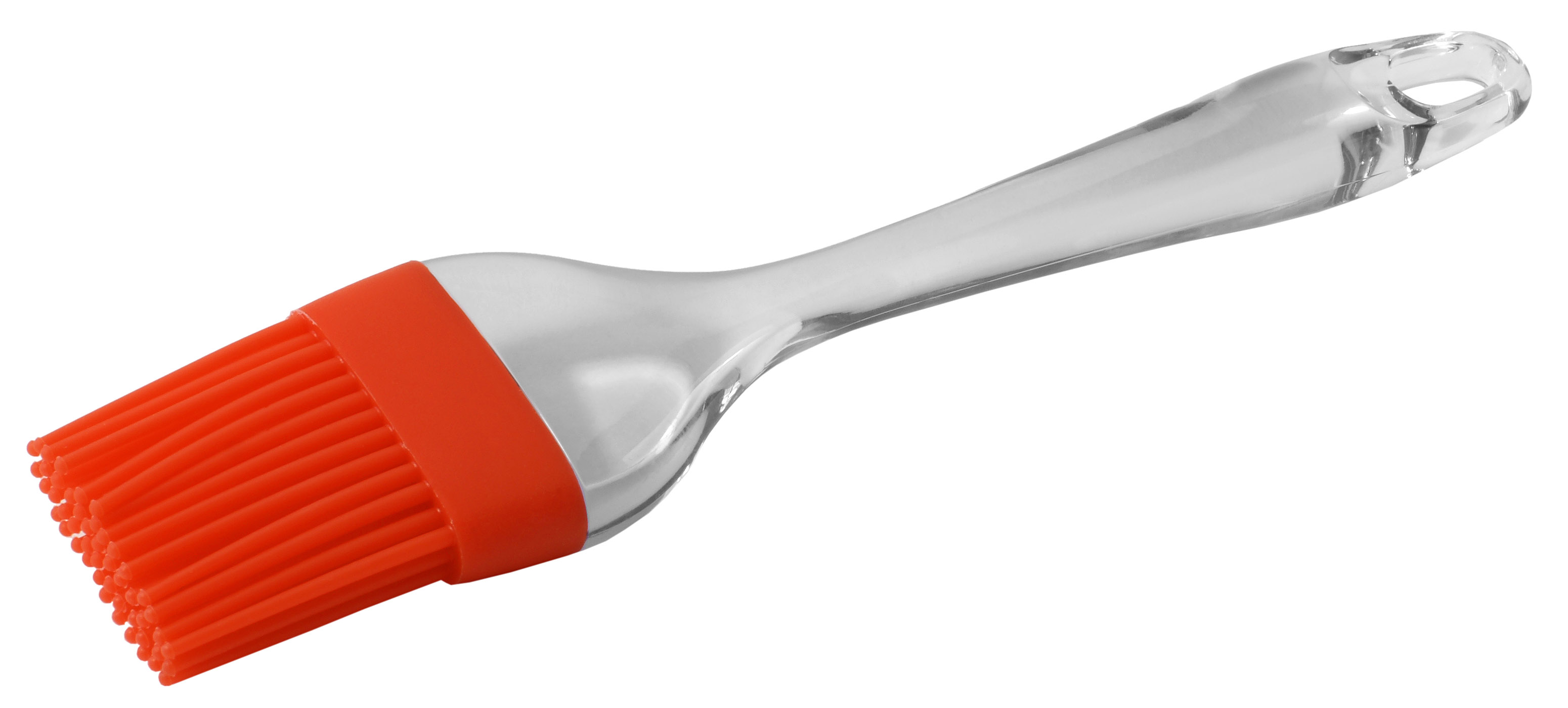
برس شیرینی

برس آشپزی یا برس شیرینی (به انگلیسی: Pastry brush) یکی از لوازم‌ آشپزخانه و آماده‌سازی موادغذایی است که برای پخش کردن کره، روغن یا [لعاب] [لعاب (روش پخت و پز)] یا تخم مرغ بر روی خمیر از آن استفاده می‌شود. به‌طور سنتی برای ساخت این  برس از موی طبیعی یا پلاستیک یا نایلون استفاده می‌شود، در حالی که برس آشپزی مدرن ممکن است از سیلیکون ساخته شود. 
در فرپزی و شعله‌پزی گوشت، یک برس آشپزی ممکن است برای برداشتن مواد بیرون آمده از گوشت از زیر آن  و پخش این مواد بر روی سطح گوشت استفاده شود.